# Juan Musso
Juan Agustín Musso (ur. 6 maja 1994 w San Nicolás) – argentyński piłkarz,  występujący na pozycji bramkarza w hiszpańskim klubie Atlético Madryt, do którego jest wypożyczony z Atalanty BC. Reprezentant Argentyny. Wychowanek Racing Clubu, w trakcie swojej kariery grał też w Udinese. Posiada również obywatelstwo włoskie.